# Thomas Burgh (3e baron Burgh)
Thomas Burgh (vers 1558 - 14 octobre 1597) est un noble anglais.

## Biographie
Il est le fils de William Burgh, 2e baron Burgh et de Lady Katherine Clinton, fille d'Edward Clinton (1er comte de Lincoln) et d'Elizabeth Blount, ancienne maîtresse du roi Henri VIII.
Sir Thomas Burgh devient 3e Lord Burgh [E., 1529] le 10 septembre 1584, par bref. Il est investi chevalier de la Jarretière le 23 avril 1593.
En février 1593, il est nommé ambassadeur d'Angleterre en Écosse. Burgh est accueilli par Lord Seton . Jacques VI d'Écosse est au nord et Burgh doit attendre à Édimbourg jusqu'au 14 mars lorsqu'il voit le roi et discute des risques d'une invasion espagnole. Le 18 mars, il a une audience avec Anne de Danemark et reçoit « la mauvaise grâce des mots et des regards » .
Le 18 avril 1597, il est nommé Lord adjoint d'Irlande mais n'occupe que brièvement la fonction, et meurt la même année .
Burgh épouse Frances Vaughan, la fille unique de John Vaughan de Sutton-on-Derwent, Yorkshire, par Anne Pickering, fille et héritière de Sir Christopher Pickering, dont il a un fils et quatre filles :
- Robert Burgh, 4e baron Burgh (vers 1594 – 26 février 1602), inhumé à la Cathédrale de Winchester le 19 mars 1602. [5]
- Elizabeth Burgh, épouse George Brooke, un fils cadet de William Brooke (10e baron Cobham), et a des descendants [6]. Elle épouse en secondes noces John Byrd de Broxton et a des descendants [1]. Elle épouse en troisièmes noces Francis Reade, [5] deuxième fils de Sir William Reade, d'Osterley, Middlesex[1]
- Anne Burgh (décédée après le 1er juin 1641), qui épouse Sir Drew Drury le 11 octobre 1604 [5]
- Frances Burgh (morte avant le 24 novembre 1618)[1], qui épouse Francis Coppinger [5]
- Katherine Burgh (décédée en avril 1646), qui épouse le 28 février 1620, Thomas Knyvett, [5] fils de Thomas Knyvett et d'Elizabeth Bacon [7]

Burgh est décédé à Newry, dans le comté de Down, en Irlande, le 14 octobre 1597 .
En novembre 1613, sa veuve Frances, Lady Burgh, reçoit une allocation de 500 £ et rejoint la maison d'Elizabeth Stuart, reine de Bohême à Heidelberg .
À la mort du fils de Burgh, Robert, ses baronnies de Burgh, Strabolgi et Cobham de Sterborough tombent en suspens entre ses sœurs. 314 ans plus tard, le 5 mai 1916, la suspension est levée en faveur d'Alexander Henry Leith, 5e baron Burgh (1866-1926) .

## Sources
- George Edward Cokayne, The Complete Peerage, edited by Vicary Gibbs, vol. II, London, St. Catherine Press, 1912, p. 424
- David McKeen, A Memory of Honour; The Life of William Brooke, Lord Cobham, vol. I, Salzburg, Universitat Salzburg, 1986, 700–2 p.